# Варлаам Печерський
Преподобний Варлаам Печерський († 1065, Володимир) — києво-печерський святий, перший ігумен Києво-Печерського монастиря, подвизався в Києві разом з Антонієм Печерським.

## Біографія
Варлаам жив в XI ст. в Києві. Походив із знатної родини боярина в Києві. Батьком його був Іван(Ян) Вишатич, київський тисяцький (воєначальник міста), а дід Вишата й прадід Остомир були воєводами. В будинку своїх батьків Варлаам отримав добру християнську освіту і від юності відрізнявся душевною чистотою. З юних літ Варлаам, відвідуючи преподобного Антонія (+ 1073, пам'ять 10/23 липня), так захопився спокійним благочестивим життям Києво-Печерських подвижників, що рішився назавжди залишити світ з усіма його привабами та жити в печері. Свій таємний помисел він відкрив преподобному Антонію, але той, схвалюючи благий намір парубка, зауважив, як би слава цього світу не звернула його навтіч з печери від чернецтва. Через день після своєї бесіди з преподобним Антонієм Варлаам залишив батьківський дім і навіть свою заручену наречену і, одягнувшись в пишні шати, с прекрасною свитою, на багато вбраному коні підїхав до печери преподобного Антонія. Смиренні ченці вийшли назустіч вельможі і з поклоном і шаною його прийняли. Варлаам, зійшовши з коня і поклонившись до землі преподобному, зняв зі себе боярскі шати і, положивши їх до ніг преподобного, а також підвівши до нього свого коня і свиту, сказав: «Ось принади світського життя, як хочеш, так і поступи з ними, а я вміняю їх в ніщо, хочу з вами жити в печері, хай придбаю Христа і ніколи не вернуся до свого дому». Преподобний старець відповів: «Пам'ятай, чадо, кому ти даєш обіцянку і чиїм ти воїном хочеш бути. Тут невидимо предстоять Ангели Божі і приймають твої обіцянки. Дивись, а якщо батько твій, прийшовши сюди, насильно візьме тебе — адже ми допомогти тобі в цьому не в силах, — і ти опинишся брехуном і відступником від Бога!» Але Варлаам сказав: «Якщо і мучити мене стане батько мій, не вернуся до світського життя і тільки прошу тебе, отче, пострижи мене». Після цього, за розпорядженням преподобного Антонія, блаженний Никон постриг Варлаама в ченці і зодягнув його в чернечі шати.
Преподобний Варлаам став першим ігуменом Києво-Печерського монастиря. Прийнявши керівництво, прп. Варлаам ще більше став подвизатися в чернечих трудженнях. Поступово братія зростала. Коли ж кількість братії сягла 20-ти, то преподобний Варлаам став зауважувати, що печерна церква занадто мала і не вміщає всіх ченців. В 1058 році, попросивши благословення преподобного Антонія, преподобний Варлаам побудував над печерою дерев'янну церкву на честь Успіння Пресвятої Богородиці. І з цього часу місце поселення св. подвижників стало видним і явним для усіх.
Блаженний Варлаам не довго пробув ігуменом печерної братії. По волі великого князя Ізяслава Ярославовича він був переведений «в монастир святого мученика Дмитрія і в ньому поставлений був ігуменом». Це було в 1057 році. Монастир св. Дмитрія був побудований великим князем Ізяславом на честь свого Ангела, великомученика Дмитрія. І тут прп. Варлаам продовжував з тією ж ревністю і святістю боговгодно пасти довірене йому нове стадо Христове. Він старався ввести в новій обителі дух і правила преподобних отців Печерських. Бог благословив труди преподобного ігумена, і нова обитель стала відома чеснотами і подвигами її ченців.
Двічі преподобний Варлаам здійснював паломництво до святих місць Єрусалиму і Константинополя, скільки для користі своєї душі, стільки і для блага Церкви бажаючи ліпше познайомитися з життям ченців Східної Церкви і вивчити церковний чин богослужіння. Повертаючись з вдругої подорожі, він помер у Володимирському Святогорському монастирі на Волині в 1065 році. Перед кончиною він заповів про поховання його тіла в Печерській обителі, якій заповів всі ікони і церковне приладдя, які він набув Царгороді. Він був похований в Печерській обителі в Ближніх печерах.

В акафісті всім Печерським преподобним про нього сказано: 
|  | «Радуйся, Варлааме, розуме благодатний, ти бо печеру темну і тісну вибрав, а не палати просторі; радуйся, бо золототканий одяг на хламиду монашу ти замінив». |